# Laphria proxima
Laphria proxima là một loài ruồi trong họ Asilidae. Laphria proxima được Walker miêu tả năm 1855. Loài này phân bố ở vùng Tân nhiệt đới.